# John Clark (cầu thủ bóng đá Anh)
John Clark là một cầu thủ bóng đá người Anh thi đấu ở vị trí tiền đạo.

## Sự nghiệp
Sinh ra ở Durham, Clark thi đấu cho Bathgate, Bradford City và Cardiff City. Đối với Bradford City, ông có 6 lần ra sân ở Football League, ghi 1 bàn. Đối với Cardiff City ông có 8 lần ra sân tại Southern Football League, cũng ghi 1 bàn.